# Kinesisk suppeske
Kinesisk suppeske (kinesisk:汤匙, pinyin: Tāngchí = "suppeske," Japansk:散り蓮華,ちりれんげ, chirirenge = "nedfalt lotus blad") er en ske som er lavet af et karakteristisk design, som kan være af stærkt varierende størrelser. Det er normalt lavet af porcelæn, men masse-producerede er det bl.a lavet af melaminplast.